# Langstaartdwerghamster
De langstaartdwerghamster (Cricetulus longicaudatus)  is een zoogdier uit de familie van de Cricetidae. De wetenschappelijke naam van de soort werd voor het eerst geldig gepubliceerd door Milne-Edwards in 1867.